# 杉山和史
杉山 和史（すぎやま かずし、1966年4月19日 - ）は、滋賀県出身の日本の俳優。身長180cm、血液型はB型。杉山企画所属。

## 主な出演作品

### 映画
- 利休（1989年 松竹）
- 226 （1989年 松竹）
- 座頭市 （1989年 松竹）
- ブラック・レイン（1989年 パラマウント）
- 極道の妻たち　最後の戦い（1990年 東映）
- 陽炎（1991年 松竹）
- 豪姫 （1992年 松竹）
- 御法度 （1999年 松竹）

### オリジナル映画
- 神の血 （2010年）

### オリジナルビデオ
- 首領への道 22  （2002年 ミュージアム）- 清流会 貝谷太郎
- 実録・関東やくざ戦争 修羅の盃  （2005年 ミュージアム）
- 誇り高き野望 5・6  （2006年 アネック）-  森田組直参砂川組幹部 佐郷克己
- 野望への挑戦 野望編・完結編  （2009年 ミュージアム）
- 裏切りの挽歌 復讐編  （2009年 アルパトロス）
- 裏盃の軍団  （2010年 ミュージアム）
- 踊るやくざ YAKUZA-MAN参上！（2012年 メディアスタッフビジョン）

### TV映画
- 金曜ロードショー 映画三国志/映画に夢をかける男達 （1990年 NTV）

### TV
- 銀河テレビ小説 親の出る幕 （1988年 NHK）
- 新1・2・3と4・5・ロク （1989年 KTV）
- 木曜ゴールデンドラマ 2人の妻の殺意 （1989年 MBS）
- 鞍馬天狗 （1990年 TX）
- 必殺スペシャル・春 勢ぞろい仕事人! 春雨じゃ、悪人退治（1990年 ABC）
- 近松青春日記 （1991年 NHK）
- 12時間ワイドドラマ 次郎長三国志 (第五部) （1991年 TX）
- 岡っ引どぶ （1991年 CX）
- 神谷玄次郎捕物控 （1991年 CX）
- 新・部長刑事アーバンポリス24 (ABC)
  - OLの反乱 （1996年）
  - 兄に捧げるメロディー （1997年）
  - 鬼デカ伝説の謎!? （1998年）
  - 影の私刑・過去を取り戻した女 (1999年)
- 鬼平犯科帳 (CX)
  - ②女賊 （1997年）
  - ⑬スペシャル/熱海みやげの宝物 (1997年)
- ドラマ新銀河 木綿のハンカチ〜ライトウインズ物語 (第18・19回) （1997年 NHK）
- ミヤコ蝶々の人生の歌贈ります （1997年 NHK）
- 衛星ドラマ劇場 高村薫サスペンス/愁訴の花 (第3回)（1999年 NHK・BS）
- ドラマ30 ショコラ (第8週) 第36・37・38回 （2003年 MBS）
- 天切り松闇がたり （2004年 CX）

### CM
- ミスタードーナツ （1985年）
- 健康歩行・先輩編 （1985年）

### イベント・VP
- 宝塚ビデオカラオケ （1985年）
- 宝塚ファミリーランド『ゲゲゲの鬼太郎/妖怪大迷路』 （1989年）
- 倉敷チボリ公園『呪われた島グレンデルの伝説』 （1999年）
- 安藤ゆうじコンサート・芝居男道 （2010年）
- 劇歌粋人・武蔵拳・祭五郎・大興千香子ディナーショー （2010年）